# Anna Maria Fallucchi
Anna Maria Fallucchi (Foggia, 19 maggio 1968) è una politica italiana.

## Biografia
Nata a Foggia, dov'è tutt'ora residente, ma originaria di San Nicandro Garganico (Foggia), è sposata e madre di tre figli. Dopo aver svolto per un breve periodo la professione di insegnante, si è dedicata all’attività imprenditoriale. Suo zio era il senatore della Democrazia Cristiana Severino Fallucchi.

### Attività politica
Alle elezioni regionali in Puglia del 2020 si candida tra le liste de “La Puglia domani” nella circoscrizione di Foggia, a sostegno dell'ex presidente della Regione Raffaele Fitto, risultando non eletta in consiglio regionale della Puglia nonostante le 6.188 preferenze raccolte (la candidata più votata in assoluto della coalizione di centro-destra).
Alle elezioni politiche anticipate del 2022 viene candidata al Senato della Repubblica nel collegio uninominale Puglia - 01 (Foggia), sostenuto dalla coalizione di centro-destra in quota Fratelli d'Italia, risultando eletta senatrice con il 37,89% dei voti e superando di poco la candidata del Movimento 5 Stelle Gisella Naturale (37,32%) e di molto quella del centro-sinistra, in quota Partito Democratico, Teresa Cicolella (17,43%). Nella XIX legislatura è componente della 7ª Commissione Cultura e patrimonio culturale, istruzione pubblica, in sostituzione del sottosegretario alla Presidenza del Consiglio Alessio Butti, della 9ª Commissione Industria, commercio, turismo, agricoltura e produzione agroalimentare, della Commissione parlamentare per le questioni regionali e della Commissione parlamentare di inchiesta sul femminicidio, nonché su ogni forma di violenza di genere.
All'interno di Fratelli d'Italia Fallucchi è ritenuta molto vicina a Raffaele Fitto.